# Euthalia shinnin
Euthalia shinnin är en fjärilsart som beskrevs av Hans Fruhstorfer 1908. Euthalia shinnin ingår i släktet Euthalia och familjen praktfjärilar. Inga underarter finns listade i Catalogue of Life.